# Bogovađa
Bogovađa (Servisch cyrillisch: Боговађа) is een plaats in de Servische gemeente Lajkovac. De plaats telt 574 inwoners (2002).
In Bogovađa is sinds 2011 een asielzoekerscentrum waar migranten wachten om via Hongarije of Kroatië de EU binnen te komen.